# بوهوسلاویتسه (ناحیه ییهلاوا)
بوهوسلاویتسه (به چکی: Bohuslavice) یک منطقهٔ مسکونی در جمهوری چک است که در ناحیه ییهلاوا واقع شده‌است. بوهوسلاویتسه ۳٫۷۵ کیلومتر مربع مساحت و ۱۲۴ نفر جمعیت دارد و ۵۴۲ متر بالاتر از سطح دریا واقع شده‌است.